# Източни височини
Източни височини е провинция на Папуа Нова Гвинея. Площта ѝ е 11 157 квадратни километра и има население от 579 825 души (по преброяване от юли 2011 г.). Намира се в часова зона UTC+10. Разделена е на 8 окръга.